# 罗伯特·罗斯 (英国军官)
罗伯特·罗斯（英語：Robert Ross，1766年—1814年9月12日），爱尔兰-苏格兰裔英国人，英国陆军少将。罗斯出身军人家庭，1789年大学毕业后参军。先后转战荷兰、北非、意大利、伊比利亚半岛等战场，参与过埃及-叙利亚战役、马伊达会战、科魯尼亞戰役、瓦爾赫倫島戰役、比利牛斯山战役、奥尔泰兹战役等拿破仑战争中的一系列战役，为威靈頓公爵麾下一员干将，以骁勇善战、身先士卒著称。1814年春，时任陆军少将的罗斯奉命从欧洲战场远征美国，为英国在1812年战争的停战谈判创造有利条件。8月，英军沿切萨皮克湾在美国东海岸马里兰州登陆，并于24日在布莱登斯堡战役击败拱卫首都的美军民兵，剑锋直指华盛顿特区，美国总统詹姆斯·麦迪逊携政府要员仓皇出逃。当晚，罗斯率领英军攻入门户洞开的华盛顿，随即下令纵火焚烧市内包括国会大厦、白宫及财政部大楼在内的公共建筑，史称“华盛顿大火”。离开华盛顿后，罗斯挥师北上，准备进攻港口城市巴尔的摩。9月12日，罗斯在率军行至巴尔的摩东南的北角时被美军狙击手射杀，终年48岁，后葬于加拿大哈利法克斯。他是历史上唯一一位攻陷过美国首都华盛顿的外国将领。

## 早年生涯
罗伯特·罗斯1766年出生于北爱尔兰唐郡罗斯特雷沃的一个名门望族，是家中的次子。其父系祖上来自苏格兰的艾尔郡，17世纪初随英国新教徒的爱尔兰殖民潮迁徙而来；母系则来自爱尔兰的科克郡。爱尔兰政治家、第一代沙勒蒙伯爵詹姆斯·考尔菲尔德是他母亲伊丽莎白·阿德利同母异父的兄弟。凭借这位伯爵的显赫身份，罗斯家族在当地建立起殷实的家业。这个家族有着传统的军事背景：罗伯特的父亲与伯父都曾作为英国陆军军官参与过英法北美战争，与其伯父并肩战斗的正是时任英军中校，日后的美国国父乔治·华盛顿。一如童年玩伴阿瑟·韋爾斯利（日后的威灵顿公爵），罗伯特从小便对军旅生活充满向往。1784年，17岁的罗斯考入都柏林三一學院，曾在人才辈出的大学历史学会任出纳。大学毕业后罗斯于1789年入伍，如愿成为陆军第25步兵团的一名少尉。

## 法国大革命战争

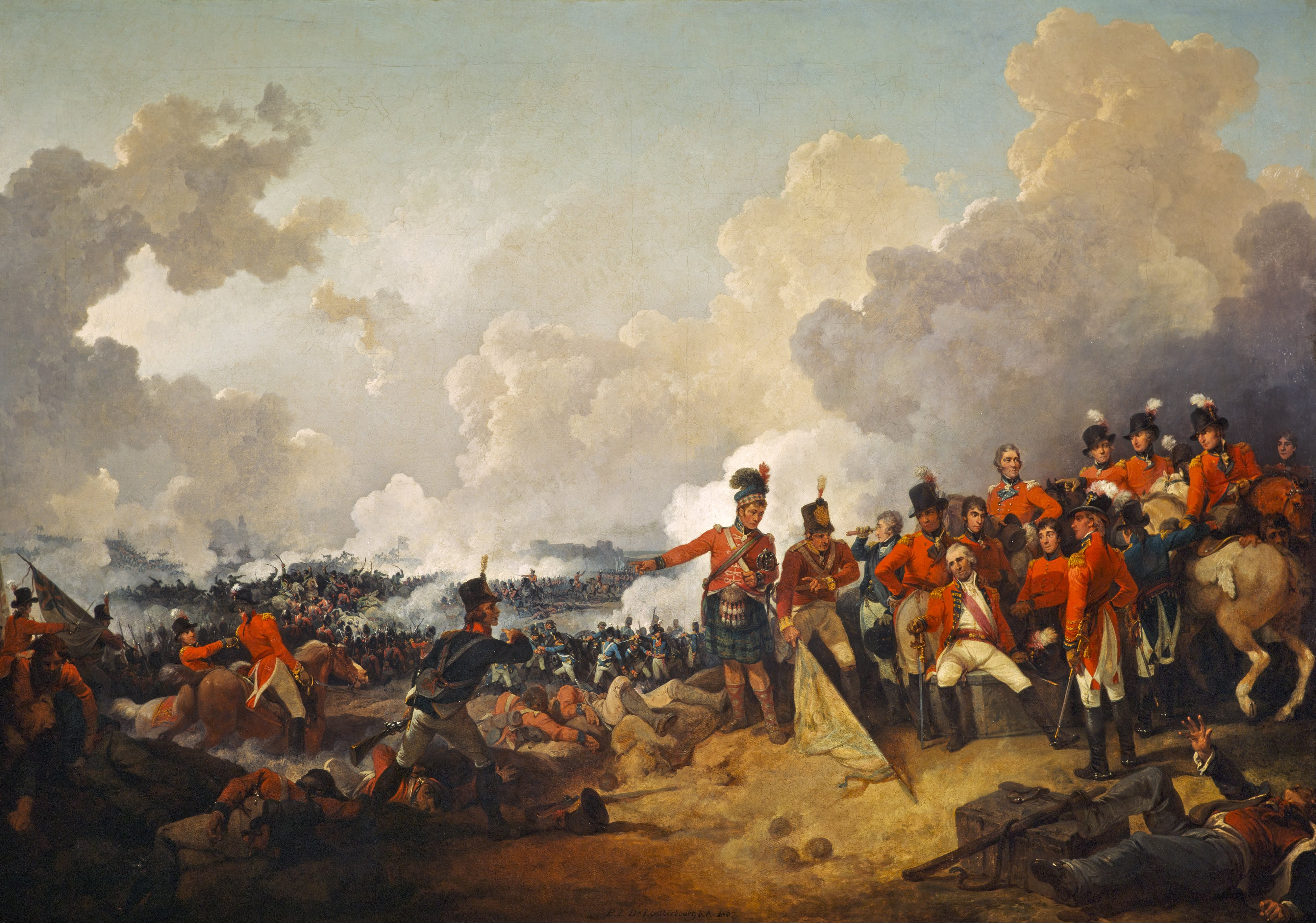
英军对亚历山大港的包围战

1791年7月，罗斯调任皇家燧发枪团中尉，并于8年后晋升为上尉。同年年底，他用不到2,600英镑在第90步兵团购得一个少校军衔。然而该团不久便被解散，他无奈暂别现役，半薪度日，直到1798年5月才重新得到任用。1799年8月，罗斯调任至以历史悠久、作风强悍闻名的第20步兵团任少校。该团随后乘船在荷兰（时为法国附庸，称“巴達維亞共和國”）登陆，编入约克公爵指挥的英俄联军麾下。1799年9月10日，他迎来了第一场实战。当日破晓时分，他指挥的四个步兵连在防守英军战线上的村庄克拉本丹时遭遇敌军大部队进攻并被迅速包抄，弹尽粮绝的罗斯被迫后撤。但他在补充弹药后立刻率部实施反冲击，将敌军赶出了阵地，法军付出了一千人死伤的代价。罗斯在战斗中大腿中弹负伤，错过了之后的战役，但他的军事才能已开始崭露头角。
1801年1月，罗斯被加衔为中校。同年6月，他主动放弃了步兵营指挥官的职务以换取参与埃及-叙利亚战役的机会。他还出面说服了第20步兵团中拒绝离开欧陆作战的民兵，全团于1801年7月在埃及亚历山大港附近登陆。期间，他结识了日后在北美战场并肩作战的皇家海軍指挥官乔治·科伯恩。8月25日，罗斯实施了一次大胆的夜间突袭行动：他带领仅配备刺刀的士兵摸黑夺取了法军在亚历山大港附近的一处哨所，歼灭俘虏敌军共一百人，随后又在舰炮的支援下成功击退法军一千人规模的反扑。数日后，法国埃及远征军司令梅努将军宣布投降，埃及战役以英国胜利告终，第20步兵团因其突出表现获授“埃及”头衔，并于1801年底部署至马耳他。在那里，他对第20步兵团进行了一年的严格训练，将其锻造为英国陆军最优异的团级单位之一。

## 拿破仑战争

### 马伊达会战

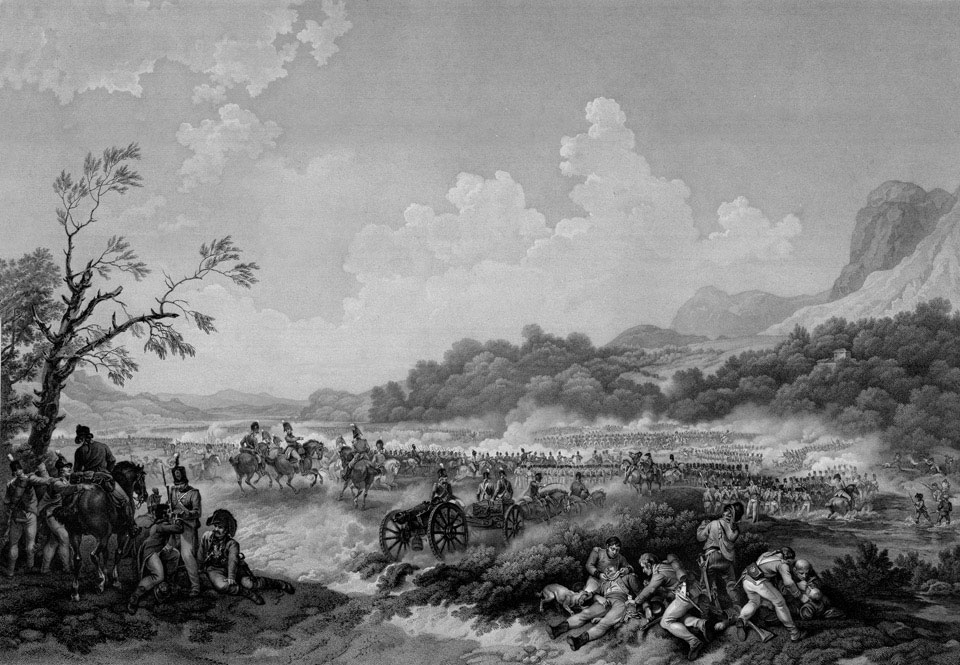
马伊达会战，罗斯军旅生涯的一大闪光点

1805年，第三次反法同盟结成，欧洲战火再度点燃。1806年7月，第20步兵团作为英国远征军一员在意大利南部的卡拉布里亚登陆。当时法军正挟奥斯特里茨大捷余威席卷欧洲，远征军新任指挥官约翰·斯图亚特中将迫切需要一场胜利，以在意大利半島站稳脚跟。他决定在卡拉布里亚小城马伊达主动攻击法军。为确保主力安全登陆，斯图亚特命第20步兵团乘船沿卡拉布里亚海岸北上，在更靠北的圣埃乌费米亚湾登陆声东击西，混淆法军视听。然而英军在运兵上出现了延误，当第20步兵团于7月4日清晨抵达圣埃乌费米亚湾时，两军主力已经开始交火。罗斯得知后当机立断，下令部队立刻上岸，穿越树林向战场急行军。上午时分，双方在正面战线上鏖战正酣，法军散兵开始在骑兵的掩护下向英军左翼稳步推进，逐渐形成包抄之势。就在此时，罗斯率团及时赶到，随即对法军突出的右翼实施反包围，驱逐了涌进树林的法军尖兵连。法军骑兵两次企图冲击第20步兵团，但都被后者严阵以待的排枪齐射遏止。击退法军右翼后，罗斯指挥部队向右合围，攻击法军主力侧肋。英军左翼生力军的出现令法军司令让·雷尼耶将军措手不及，法军的阵型于中午便土崩瓦解，丢下五百余具尸体仓促撤退，而英军仅损失45人。罗斯凭一己之力扭转了马伊达会战的战局，赢得了斯图亚特中将“表现英勇、判断果断”的赞赏，并被约克公爵授予金质马伊达勋章。

### 科鲁尼亚战役
1808年初罗斯正式晋升中校。时值英国出兵伊比利亚半岛，干涉法国对西班牙的武装占领。第20步兵团少数随阿瑟·韋爾斯利中将登陆葡萄牙参与维米埃鲁战役，而罗斯本人则随大部在约翰·摩尔中将的指挥下进军西班牙。拿破仑闻讯后亲率大军驰援并迅速击败英国的西班牙盟友，战况急转直下。英军节节败退，被迫撤向最初的登陆点拉科魯尼亞。第20步兵团作为英军殿後部隊承担了掩护主力撤退的殿后任务。得益于训练锤炼出的严明军纪，该团在与法军追兵交火中遭受的损失低于任何其他团级单位。次年1月16日，苏尔特元帅指挥的法军对在科鲁尼亚等待登船的英军发起进攻。摩尔命亨利·佩吉特中将率师属预备队进攻法军左翼。罗斯的第20步兵团联合预备队中的其他部队冲入山谷，击溃了法军左翼，随后趁夜登船撤离。为表彰罗斯为掩护主力撤退作出的贡献，他受領科鲁尼亚金质勋章。1809年8月，经补员的第20步兵团远征荷兰西部的瓦尔赫伦岛。该团并未参与战斗，却被当地一种神秘的瘟疫“瓦尔赫伦热”在一个月内夺去了三分之二的战斗力，被迫返回英国扩充整编，由罗斯重新进行操练。1810年7月他加衔为上校，同时提拔为英王乔治三世的侍从官。

### 半岛战争

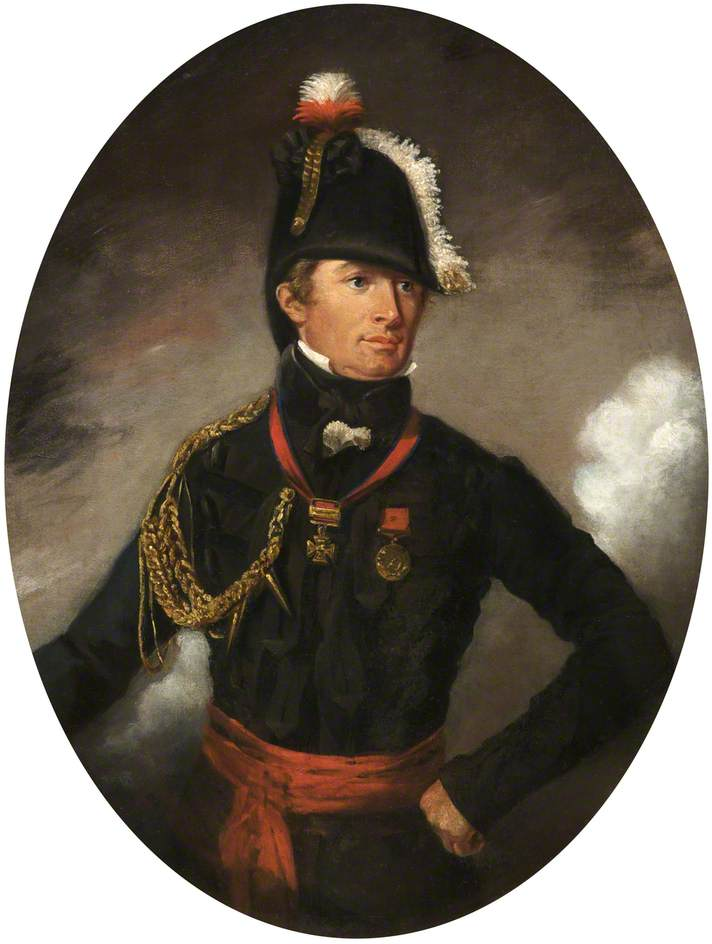
罗斯将军油画像，胸前佩有马伊达金质勋章和半岛十字金章。伯里市燧发枪兵博物馆藏

时隔三年，罗斯于1812年10月随大军重返伊比利亚半岛。1813年6月，经过再三申请，罗斯最终如愿加衔为少将，韋爾斯利上将（此时已封威灵顿侯爵）派给他第4师下的一个燧发枪旅，下辖第7步兵团、第23步兵团、以及他原属的第20步兵团。该月，英葡联军在維多利亞大败法军，封锁了法军在西班牙最后的据点潘普洛納要塞和圣塞巴斯蒂安要塞，并将战线推进至法西边界的比利牛斯山。罗斯旅在维多利亚战役中扮演了支援角色。随后威灵顿错误地把精力转向围攻圣塞巴斯蒂安要塞，只留下不到六万人的英葡联军防守比利牛斯山脉上一条绵延40英里（64）的防线。察觉联军兵力分散的法军司令苏尔特元帅重整了残兵败将，准备对防线进行强攻。7月24日夜，第4师师长科尔中将收到警告，得知苏尔特将于次日早晨发动进攻，随即命令罗斯旅进军龙塞斯瓦列斯山口以西的林都斯岭（Linduz Ridge），加强英军左翼。罗斯在确认敌情后星夜兼程、翻山越岭，于25日清晨6时赶到防守阵地。中午11时，罗斯本人率第20团和一个不伦瑞克-奥尔斯步枪连登高侦察，恰好与法军先头散兵遭遇，后方还跟着整整三个师19个营。一名叫乔治·托维的英军上尉见状主动率领第20团第6连发动了勇敢的刺刀冲锋，用白刃战将法军先锋赶下山头，为罗斯在山顶部署防线争取到宝贵的时间。法军随后试图涌上林都斯高地，旋即遭到英军一轮轮齐射的打击，士兵成片倒下。第7团和第23团也赶上来防守，直至傍晚双方因浓雾停火。罗斯成功挡住了法军接连不断的冲击，挫败了苏尔特在比利牛斯山的第一次进攻。龙塞斯瓦列斯山口战斗的亲历者日后回忆，多亏罗斯抢先一步阻止了法军的奇袭，英军才得以避免一场“灾难性的损失”。当晚英军主动撤出山口，往潘普洛纳方向收拢。7月28日，两军在索劳伦爆发第二轮血战。罗斯在“科尔岭战斗”中再次击溃法军对山口的多轮猛攻，赢得了威灵顿的通报嘉奖：“英勇的第4师经常令全军刮目相看，此次的表现更加超群拔萃。师下的每个团都挺着刺刀发起冲锋，第40团、第7团、第20团和第23团反复冲锋达四次之多。该师军官人人以身作则，罗斯少将的两匹战马先后在战斗中中弹。”
攻克圣塞巴斯蒂安要塞后，罗斯随第4师一路追击苏尔特进入法国本土，并参与了1813年11月10日的尼韦勒河战役。在1814年2月27日爆发的奥尔泰兹战役中，科尔指挥第4师进攻奥尔泰兹以西的圣博埃村，罗斯旅担当攻坚的矛头。当这位少将率部实施第二次突击时，一发流弹击中了他的下颚，险些致命，而他本人只是轻描淡写地给小舅子写道：“你会很高兴听到，我下巴中的那一枪只会带来些暂时的不便。”整场战役中罗斯旅共进行五次冲击，近三分之一官兵死伤。他本人因此得到了英国议会的感谢状，威灵顿也对他赞许有加。至此，罗斯在拿破仑战争中的军旅生涯画上了句号。从1799年的荷兰到1814年的法国，罗斯不仅赢得了累累勋章，他骁勇善战的猛将形象也在军中冉冉上升。

## 1812年战争

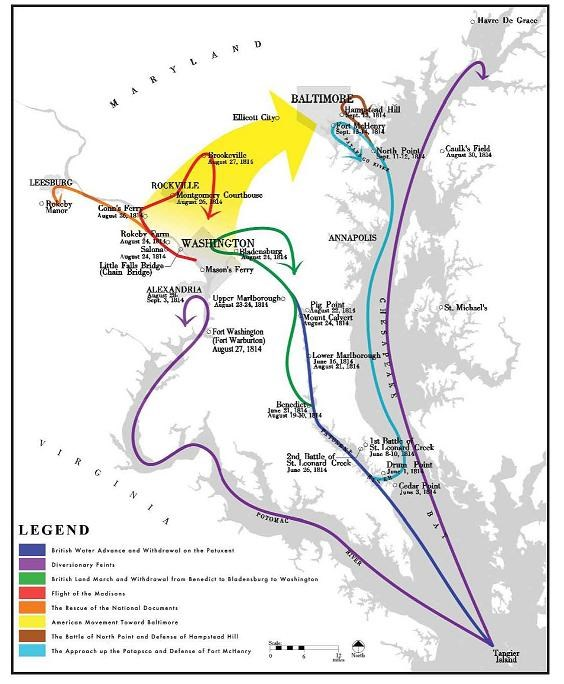
英军路线图：登陆本尼迪克特（蓝）；进攻华盛顿并撤退（绿）；进攻巴尔的摩（天蓝）；佯攻（紫）

1814年4月，欧洲战事随着拿破仑兵败退位告一段落。此时英国终于可以集中兵力对付远在千里之外的美国。1814年6月，美英两国代表在比利时的根特就停战展开谈判。为配合和谈，英国计划对美国发动一次惩戒性的行动，以便在和谈中占据有利立场。英国政府从威灵顿的大军中抽调四个旅派往北美大陆，其中三个前往英属北美，增援加拿大总督乔治·普雷沃斯特爵士；而罗斯则指挥第四个旅（共四个团约3,500人，其中第4和第85步兵团参与过半岛战争）远征美国本土。6月1日，英军在法国波亚克登船启航，于7月24日抵达百慕大。短暂休整后，舰队于8月15日平安驶入切萨皮克湾，和乔治·科伯恩少将的舰队汇合。8月18日，罗斯率英军主力溯帕塔克森特河而上，在距华盛顿35英里（56）的马里兰州渔村本尼迪克特登陆。为迷惑美军，詹姆斯·戈登准将带领另一支分舰队北上波托马克河突袭亚历山德里亚，同时为罗斯的后路提供保障。罗斯在19日建立滩头阵地后沿帕塔克森特河向北进军，科伯恩的舰队与其同向前进，迫使美军准将约书亚·巴尼自行破坏切萨皮克湾分舰队。8月23日，罗斯和科伯恩在上马尔伯勒会师。
此时罗斯对于拿下华盛顿尚没有十分的把握：部队已连续行军四天、孤军深入25英里（40）。在远离舰队掩护的同时，还要面对缺马少炮、军粮告罄、情报不足等一系列不利因素。这使他一度在前进还是撤退的问题上摇摆不定。但随行的科伯恩对于征服华盛顿异常执着——从1813年3月起，他就一直率领舰队在切萨皮克湾内游弋，伺机劫掠船只、焚毁村镇，对于美军在沿岸薄弱的布防了如指掌。通过反复强调华盛顿的唾手可得以及不战而退带来的奇耻大辱，科伯恩孤注一掷的态度促使罗斯作出了最终的决断。他决定无视科克伦23日发来的撤退令，率领军队继续向华盛顿进军。8月24日中午，英军在华盛顿东北约6英里（10）的小镇布莱登斯堡与美军狭路相逢，打响了决定美国首都命运的布莱登斯堡战役。

### 布莱登斯堡战役

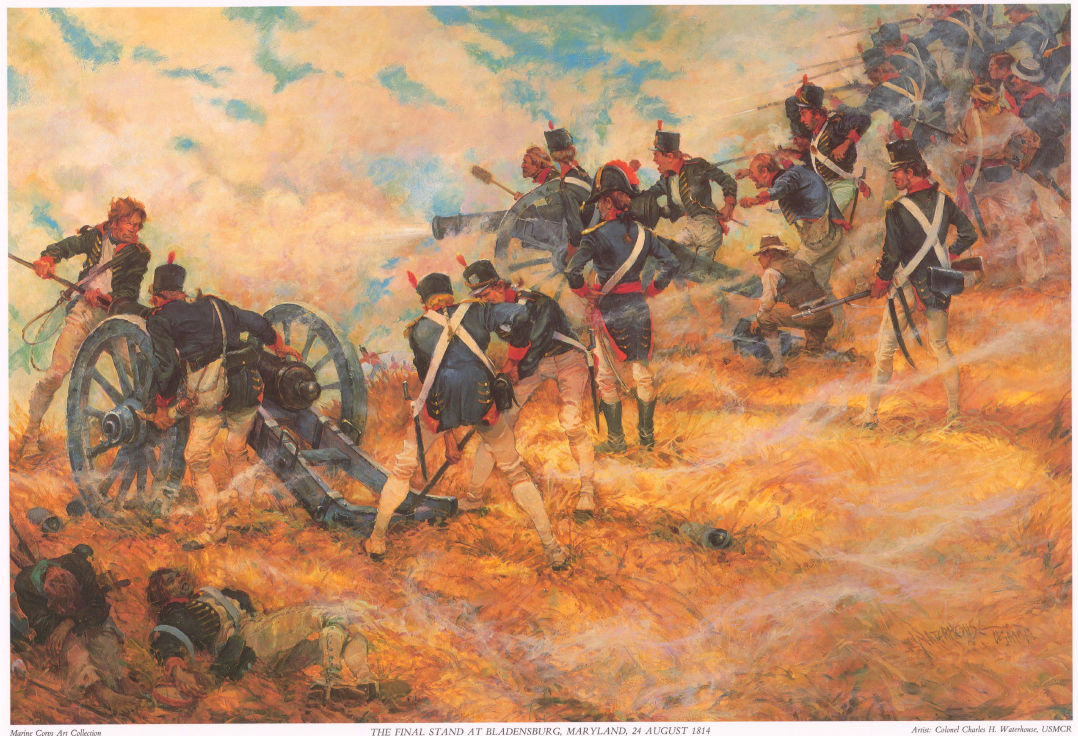
巴尼准将率部在布莱登斯堡背水一战。美国海军陆战队画家查尔斯·沃特豪斯作。

8月22日，在前往上马尔伯勒途中，罗斯曾向西南方向的伍德亚德进行了一次声东击西的佯攻，制造准备攻打华盛顿堡，或从南方强渡波托马克河夺取华盛顿的假象。美军部队因此疲于奔命。而美国战争部长约翰·阿姆斯特朗则坚持英军的目标是巴尔的摩，分散了宝贵的兵力。当罗斯出现在布莱登斯堡时，留给美第10军区司令威廉·温德尔准将拱卫首都的只有来自马里兰和哥伦比亚特区的民兵，外加一些水手、海军陆战队员以及数百名正规军士兵。美军在波托马克河西岸构建起三道防御线，与在布莱登斯堡的英军隔岸相望。美国总统詹姆斯·麦迪逊亲临前线视察战况——这是历史上除了1864年南北战争中的史蒂文斯堡战役外，美国总统唯一一次行使宪法赋予的最高统帅权。罗斯估计其兵力约有8,000至9,000人，足有自己的两倍。但他同时注意到，美军的防御不仅杂乱无章，连接两岸的木桥更竟无人把守。这给了他夺桥的可乘之机。而桥头堡一旦建立，他便能用一记左勾拳打击美军暴露的右翼，将其一举摧垮。
英军攻势按照罗斯的作战方案展开。罗斯将他的旅分为三个大队，威廉·桑顿（William Thornton）上校带领第85步兵团和另外三个营凭借康格里夫火箭和步兵炮的火力掩护，顶着美军密集的射击成功夺取了渡河的桥梁，然后排成松散线列向美军防线进攻。与此同时，罗斯副官亚瑟·布鲁克上校指挥的第4和第44步兵团也从东面围了上来，对美军左翼形成夹击之势。温德尔投入援兵试图夺回阵地，但素质低劣的美国民兵根本不是久经半岛战争的虎狼之师的对手。除少数英勇的士兵外，大部分都在火箭和刺刀的驱赶下落荒而逃。瓦解前两道防线后，横亘在英军面前的只剩下美国国务卿门罗亲自选址的第三道防线。
第三道防线的主力为华盛顿哥伦比亚特区民兵，但最为顽强的是巴尼准将手下的400名水手和100名海军陆战队员。他们依托阵地部署了五门大口径舰炮，不仅成功阻止桑顿的三次正面冲锋，甚至一度以反冲锋迫使英军主动后撤。罗斯赶到后左右开弓，转攻两翼的美军民兵。迫于英军压力，温德尔下令部队撤出战场，准备在布莱登斯堡和华盛顿间重新构建防御。此令一下，群体性恐慌在美军阵地中迅速蔓延开来，有序的撤退变成了混乱的败逃，整条防线不攻自破。美国人逃得实在太快，以至于在这场被戏称为“布莱登斯堡赛跑”的追击中，一些英军士兵竟然中暑身亡。只有巴尼指挥水手们战斗至最后一刻，直到罗斯亲率第4步兵团冲上炮兵阵地将其俘虏。战斗结束后，罗斯找到身负重伤的巴尼，高度评价了他的英勇表现，并将其当场释放。麦迪逊总统在最后一刻逃离了战场——若不是罗斯手下没有骑兵，这位“美国宪法之父”可能就会沦为英军的阶下囚。攻克布莱登斯堡后，罗斯让部队稍作休整，下午6时向华盛顿进发。
此时的华盛顿正处于前所未有的惊恐之中。从22日开始美国政府就忙着疏散档案，《独立宣言》和其他文件一起被装上马车拉往弗吉尼亚州，而内阁成员已于早些时候逃往马里兰州的弗雷德里克。当布莱登斯堡的第二条防线崩溃时，麦迪逊总统派使者火速赶回华盛顿，通知尚在白宫的夫人多莉·麦迪逊立刻撤离。这位第一夫人在逃跑前还坚持要把吉尔伯特·斯图尔特绘制的乔治·华盛顿巨幅画像带走。但据麦迪逊的黑奴家仆保罗·詹宁斯日后回忆，这幅油画尺寸太大，在麦迪逊夫人有限的时间里是拿不下来的。她只是叮嘱仆人照看好这幅油画，决不能落入英国人手中后便匆匆离去。最后是仆人们用斧子砸开画框将其取下，装上逃难的车队。麦迪逊夫人是最后一批撤离华盛顿的要人。傍晚8时许，英军进入了门户洞开的华盛顿，国会山上飘起了英国米字旗。其进展之快，连罗斯自己都难以置信。他在家书中感慨道：
|  | 谁也想不到，一支区区四千人的军队，竟然就能不费吹灰之力地长驱直入，征服并随心处置美国的首都。 |

### 火烧华盛顿

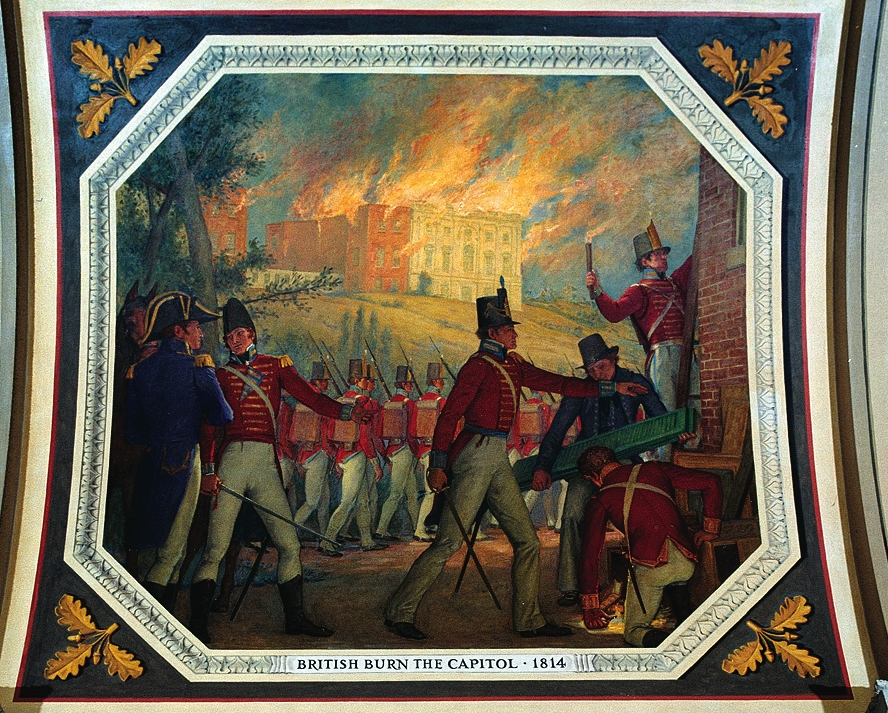
美国国会大厦南翼走廊内的壁画：科伯恩（左一）和罗斯（左二）带兵焚毁国会大厦

为了报复美军1813年远征上加拿大时焚毁上加拿大首府约克（今安大略省首府多伦多）和纽瓦克（今濱湖尼亞加拉）的行径，皇家海军北美舰队司令亚历山大·科克伦中将曾要求罗斯攻下美国城市后予以“荡平捣毁”。但罗斯起初仍对美方和平献城存有一丝希望，于是便带领一支先遣队，打着白旗向国会山前进，试图与美国政府谈判。但当先遣队行至马里兰大道、宪法大道和第二大街的交叉口时，他们遭到了武装平民的伏击。两名士兵中弹身亡，罗斯的爱驹也被打死。这既激怒了英军，也令罗斯意识到美国无心谈判。同行的科伯恩于是向他建议焚毁华盛顿全城作为惩罚，但罗斯最终决定将目标仅限于市内的公共建筑。在日后给妻子的信中，他解释这不仅是贯彻科克伦的命令，也是为了让美国百姓切身体会战争的高昂代价，以使战事尽早结束。晚上9时，国会山上突然火光冲天，拉开了华盛顿大火的序幕。
首当其冲的目标是国会大厦这座“旷野中的宫殿”。在点火前，科伯恩特意在众议院举行了一场嘲讽性质的表决，在场官兵一致赞成将这座“洋基佬的民主港湾”付之一炬。英军向众议院的屋顶发射了数枚火箭弹，但无法引燃包铁的屋顶。于是他们搬来木制家具堆在大厅中央，再予以点燃，火势一发不可收拾。讽刺的是，由于火势太猛，英军来不及破坏南翼的其余部分就被迫撤出，一些房间因此得以幸免。而北翼的参议院不仅木质结构更多，还有藏书数千册的国会图书馆，烈火的破坏也更为彻底（罗斯对焚毁国会图书馆一事深感遗憾，他表示无意“对文字动武”）。整座国会大厦笼罩在炽热的烈焰中，一位市民惊恐地目睹着远处的光景：“当晚整座城市被火光照如白昼，即使最明亮的厅堂都相形失色。火舌从国会大厦的屋顶喷涌而出，巨响宛如滚滚雷鸣。”随后，罗斯和科伯恩带兵沿宾夕法尼亚大道西进，前往当天的第二个目标：白宫。

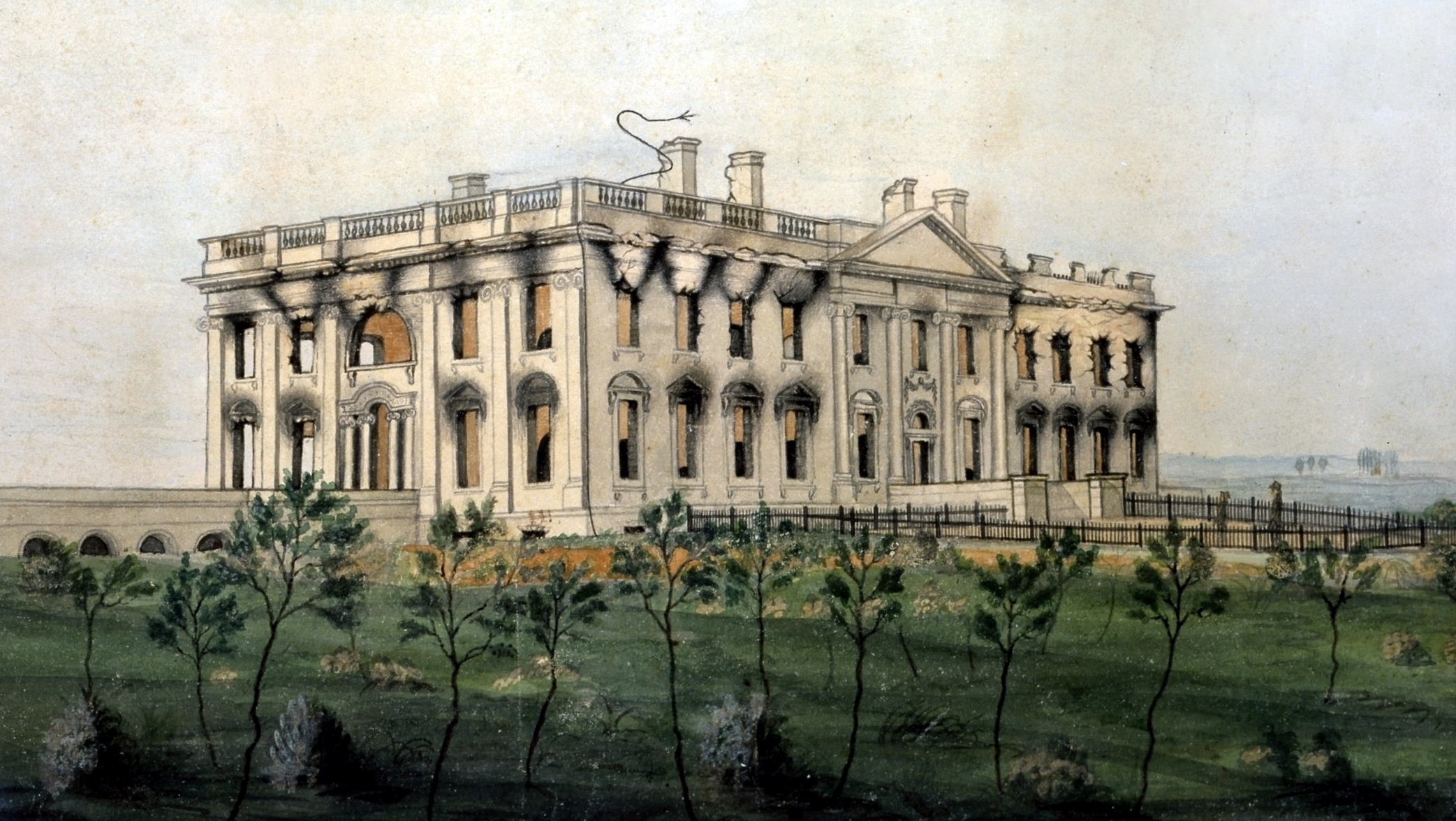
大火焚烧过后的白宫。罗斯认为：“毁灭公共建筑给华盛顿市带来了极大的伤害，国民想必会对一届无力保护首都的政府充满厌恶。”

当晚10时，英军闯进了空无一人的白宫。士兵们惊喜地发现白宫国宴厅的餐桌上摆满了整整四十人份的银质餐具、珍馐佳肴和冰镇美酒，这是多莉·麦迪逊用来招待总统及内阁的晚餐。饥渴交加的士兵立刻狼吞虎咽起来。罗斯幽默地评论：“我军攻占华盛顿是那么始料未及、麦迪逊对于击败我军又是那么成竹在胸，他甚至给凯旋归来的征服者准备好了庆功宴。只不过留给乔纳森（乔纳森·罗素，美国和谈代表）的美食，现在全都进了约翰牛的肚子。”在宴席上，罗斯举起酒杯，发表了一番热情洋溢的祝酒词：“愿和美国和平共处，和麦迪逊战斗到底。”不同于对待私有财产，他允许在白宫内狩猎物品留作纪念。士兵们翻箱倒柜寻找纪念品，从衬衫到药匣全部搜刮一空。罗斯自己也笑纳了总统的佩剑和总统夫人的手杖。享用完第一夫人的馈赠后，英军随即着手毁灭白宫。火把从窗外依次投进了堆满家具的大厅，白宫迅速被烈火吞噬，燃烧时升起的滚滚浓烟远在马里兰州的巴尔的摩和弗吉尼亚州的利斯堡都清晰可见。
在两天的军事占领中，英军还烧毁了财政部大楼、美国战争部大楼、华盛顿海军工厂（美军在撤退前自行烧毁了其中的仓库和两艘崭新的护卫舰）、伏击罗斯者藏身的房屋、以及若干桥梁等其他建筑。不过，在国会大厦设计者威廉·索顿的恳求下，英军没有焚烧美国专利局大楼。华盛顿特区海军陆战队兵营也幸免于难，一说是出于英军对陆战队在布莱登斯堡战役中英勇表现的敬意。虽然罗斯经常被冠以“纵火犯”的恶名，但他事实上只焚毁了全市350多座建筑中的5%（不到20座）。不仅如此，罗斯还派兵维持秩序，严禁侵犯私有财产。他的命令得到了不折不扣的执行：至少有两名士兵因盗窃而受鞭笞，还有一名抢劫者被就地正法。在英军占领华盛顿期间，绝大多数的劫掠行为出自城中的地痞无赖。
鉴于破坏工作已经完成，美军增援又随时可能大举反击，罗斯准备于第二天便撤出华盛顿，前一日晚的暴风雨以及销毁格林利夫联邦军火库时造成的人员伤亡更坚定了他的决断。8月25日晚8时，罗斯旅放弃了占领仅24小时的美国首都，连夜行军并于30日返回登陆点本尼迪克特，受到了下至水手上至司令科克伦的热烈欢迎。而此时，罗斯已开始筹划下一步进攻美国的计划，目标选定为巴尔的摩。

### 巴尔的摩战役
坐落于帕塔普斯科河河口的巴尔的摩是当时全美第三大城市，也是主战情绪最强的民主共和黨阵地。大量美国私掠船云集于此，给英国航运造成了数百万美元的损失。因此，巴尔的摩一直被英军视为眼中钉。科克伦中将计划对巴尔的摩展开一场海陆联合进攻：罗斯将率领陆军在科伯恩的水手及陆战队支援下于巴尔的摩东南15英里（24）的北角登陆，从陆路发动攻势。与此同时，科克伦将指挥主力舰队抵近帕塔普斯科河河口，炮轰巴尔的摩的海防工事麦克亨利堡，以便派兵登陆或继续炮击市内，二路并进将其攻克。
9月12日凌晨，英军在北角登陆并迅速建立滩头阵地。为了能在海军开火时抵达进攻位置，罗斯不等所有4,700人卸载完毕便先率突击队向巴尔的摩进发。早晨8时，他的先锋已顺利推进4英里（6），并俘虏了一些美军哨兵。从俘虏的口中罗斯得知，巴尔的摩已全民皆兵，总计兵力达两万人。但当确认其中大部分为民兵后，这位爱尔兰出身的少将以一种宿命论式的语气脱口而出：“就算天上下民兵我也不在乎。今晚我的晚餐要不是在巴尔的摩，那就是在地狱。”
这一次，罗斯面对的是巴尔的摩防卫总指挥塞缪尔·史密斯少将，一位独立战争老兵。史密斯正确预估到了英军的陆路进攻路线，并派出同样历经独立战争的约翰·斯特里克准将携巴尔的摩第3民兵旅南下北角予以拦截。斯特里克深知民兵无法在防御战中抵挡英国正规军，于是改为主动向英军发起攻击。他临时组建了一支250人的特遣队，包括马里兰第5民兵团下最为精锐的两个连，以及爱德华·艾斯奎斯（Edward Aisquith）上尉手下70名配备了长管线膛枪的步枪兵。这支特遣队随即沿北角道路前进，搜寻并伺机攻击英军主力。

#### 阵亡

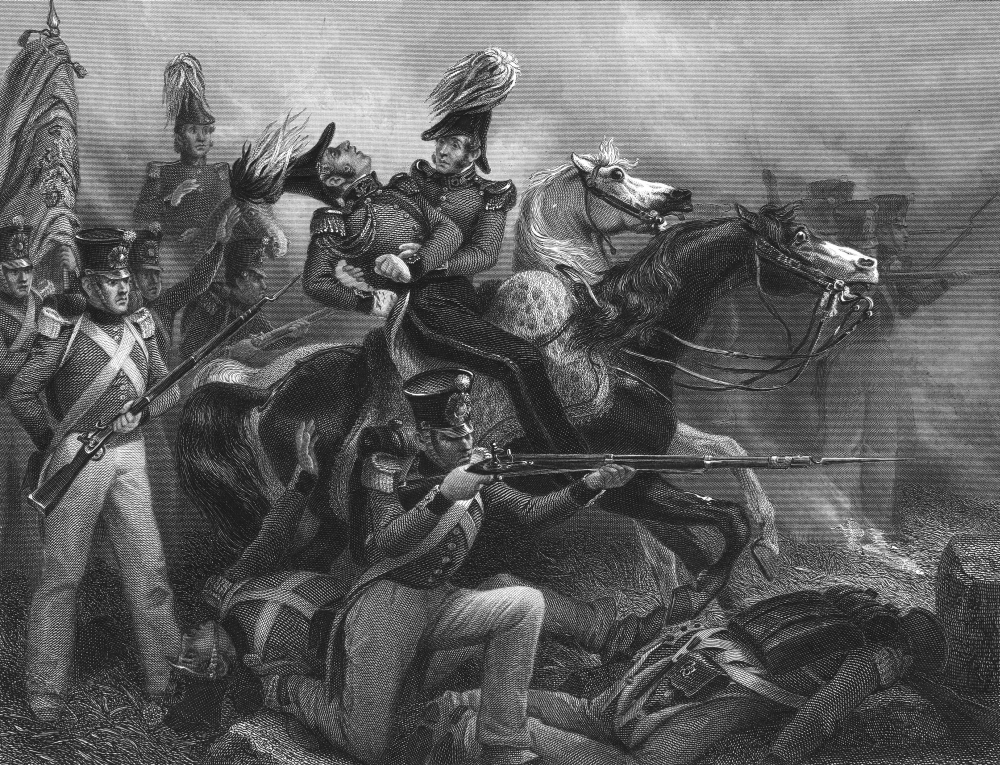
罗斯将军之死。击中罗斯的射手身份以及所用子弹的类型直到两百余年后的今天仍无定论

9月12日午后，罗斯一如既往亲临一线，与突击队并肩前行。埃文斯中尉伴随侦察兵探索前方及两翼的茂密树林，提防美军伏兵。行进了约2英里（3）后，同行的科伯恩担忧突击队与后方主力距离过远，有被孤立之虞。罗斯也认为需要等待主力跟上。但随后前方的侦察兵突然遭遇美军散兵线，双方爆发了交火。经过观察，罗斯立刻意识到美军兵力强于预期，便准备动身返回，把主力纵队拉上前线。就在此时，两名藏身树冠上的美军狙击手在仅30英尺（9）的距离上瞄准了罗斯并同时开火，其中一发正中目标。罗斯当场从马上栽了下来，倒在侍从官的怀里。检查发现，子弹击中右臂后穿入胸腔直达最后一节胸椎，折断了第五和第六根肋骨、穿透横隔膜后损伤了肝右叶并切断了肝門靜脈，造成右侧胸腔大量积血。他被立刻抬到路边一棵橡树下紧急包扎。为避免动摇军心，他坚持先用简易担架疏散至后方，再用马车运回军舰。美军狙击手在随后的交火中被英军消灭。在阵亡者中人们找到了艾斯奎斯手下的两名步枪兵，19岁的丹尼尔·韦尔斯（Daniel Wells）和18岁的亨利·麦科马斯（Henry G. McComas）。巴尔的摩的民间传说认为是这两个年轻人结果了罗斯将军的性命。
在生死线上痛苦挣扎了三个小时后，罗斯最终在返回军舰的途中断了气，留下遗言：“哦！我亲爱的妻儿。”根据当地传说，他是在北角戈萨奇农场（Gorsuch's farm）对面的一棵杨树下去世的。而数小时前，他还在这里与科伯恩悠哉地共进早餐。罗斯的遗体于当晚9时运回登陆指挥普特尼·马尔科姆少将的旗舰皇家橡树号。一如纳尔逊，他的棺内也注入了129英制加侖（586公升）的朗姆酒用以防腐。9月19日，罗斯的灵柩从皇家橡树号转移至雷霆号，该舰随后启航前往英属北美（今加拿大）新斯科舍省首府哈利法克斯，准备在那里举行葬礼。
罗斯的死不仅重挫了英军的士气，更对巴尔的摩战役的走向产生了转折性的影响。在中弹后，他将指挥权转交给副官亚瑟·布鲁克上校。后者的胆识不让罗斯，但对大局缺乏认识。在北角成功击败斯特里克的民兵后，布鲁克决定继续按原方案向巴尔的摩进军，结果在巴尔的摩以东的汉普斯特德山（Hampstead Hill）被一条由15,000至20,000人和110门大炮把守的防线拦住了去路，被迫选择撤兵。海上的进攻同时也遭遇了挫败。科克伦的舰队用舰炮和火箭对麥克亨利堡进行了长达24小时的狂轰滥炸，共倾泻大小炮弹约1,500至1,800发，但麦克亨利堡并未就此屈服。意识到炮击毫无成效的科克伦在9月14日率领舰队悻悻而去，宣告进攻巴尔的摩的行动最终破产。很多英军士兵相信，如果由罗斯指挥，他们定能突破陆上防线，从而拿下巴尔的摩。马里兰州参议员罗伯特·戈兹伯勒（Robert Goldsborough）在检视汉普斯特德山的防御工事后则评论道：“多亏那一枪打死了罗斯将军，巴尔的摩才得以幸免。”

## 纪念
罗斯的灵柩随雷霆号于9月28日抵达哈利法克斯，并于次日按军事礼节下葬。这是这座城市在1812年战争期间举行的最为隆重的军事葬礼，大小城镇的市民纷纷前来吊唁。29日下午3时整，伴随着禮炮的轰鸣，罗斯的灵柩从码头抬运上岸。士兵们排成四人纵队，在哀婉的军乐声中反持武器为他送葬。步兵团、骑兵、炮兵、线列步兵、高地步兵、海军水兵、军官依次行进，为灵柩开道。罗斯的战马据说也在送葬队伍中，试图在人群中寻找主人，许多民众潸然泪下。罗斯随后被安葬于圣保罗教堂墓地。在哀悼仪式上，罗斯的侍从官上前一步，将他的佩剑断为两截，掷于墓前。士兵们行鸣枪礼，为他送行。
罗斯及其直接后代在生前都没有获得过爵位或贵族头衔。随着征服华盛顿的消息传回英国，他的封爵一度被提上了议事日程。英国政府最初拟定给他“华盛顿勳爵（Lord Washington）”的头衔，同时给予他的遗孀和子女终生生活补贴。罗斯夫人婉拒了封爵的提议，转而致信战争及殖民地大臣亨利·巴瑟斯特，希望能将“布莱登斯堡”添加到后代的姓名中，以纪念丈夫在布莱登斯堡战役的辉煌胜利。英国攝政（日后的英王喬治四世）同意了该请求，赐予该家族一个新姓：“布莱登斯堡的罗斯（Ross-of-Bladensburg）”。此外，该家族还获准在家徽上增添一笔新图案：折断星条旗的胜利之手。
1821年11月，经表决通过，英国国会出资1,575英镑在圣保罗大教堂南翼为罗斯修建了一座精致的纪念碑，由著名雕刻家约瑟夫·肯德里克创作。跟随罗斯南征北战的第20步兵团将士在得知他阵亡的消息后自费300英镑在他故乡爱尔兰唐郡罗斯特雷沃的基布尼教区教堂（Kilbroney Parish Church）内竖立了一座带胸像的纪念碑，并为他哀悼长达一个月。1826年，由英国老兵和当地乡绅共同出资，一座100英尺（30）高的花岗岩方尖碑在罗斯特雷沃沿海一座山坡上落成。纪念碑选址在罗斯生前准备修建退休住宅的地方，以便他的遗孀随时看到。
- 加拿大哈利法克斯圣保罗教堂墓地（英语：Old Burying Ground (Halifax, Nova Scotia)）的罗斯墓
- 布莱登斯堡的罗斯家族纹章
- 爱尔兰唐郡罗斯特雷沃的罗斯纪念碑

## 影响

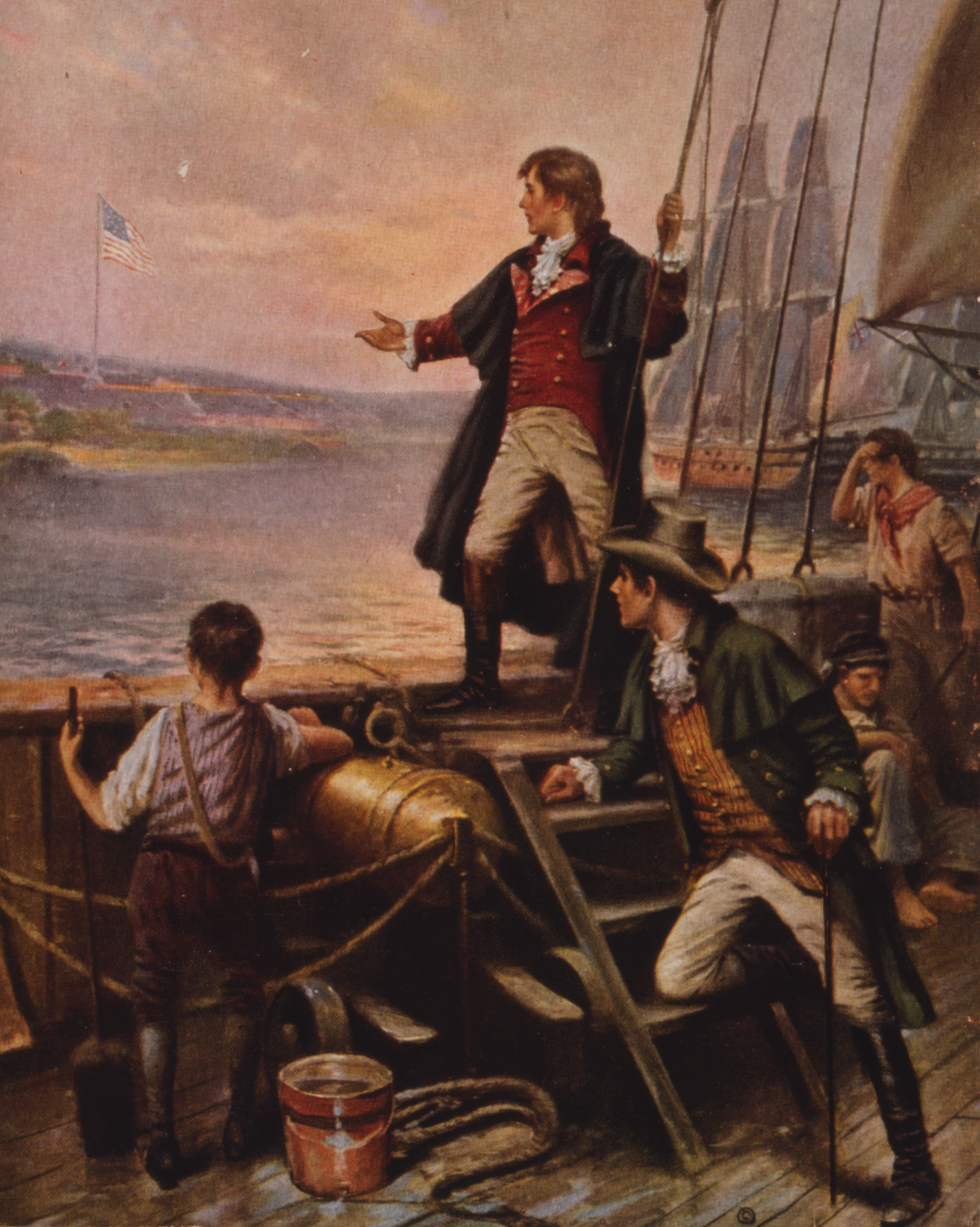
弗朗西斯·凯与《星条旗》的诞生。一说他在谱写第三组歌词时，可能就受到了罗斯阵亡的启发。

罗斯在英国被普遍视为一位杰出而悲情的战争英雄。当攻占华盛顿的消息于1814年9月27日传回英国时，英国政府当即拍板由他全权指挥切萨皮克湾战事，并增派两倍兵力和两位将军辅佐；各大报社纷纷转载他的胜利，夸张地将他与威靈頓公爵相提并论；家乡父老则点燃篝火，载歌载舞为他庆祝。华盛顿的沦陷确实一度为英国在停战谈判上赢得了可观的砝码。纽约出版的《国家倡言报》曾直言：“科伯恩、罗斯和希尔（远征美国的原定指挥官），这三人才是英国政府真正的谈判者。”但当10月17日罗斯阵亡的消息从大洋彼岸传来时，谈判局势再度峰回路转。攻略巴尔的摩未果连同上加拿大总督乔治·普雷沃斯特在尚普蘭湖戰役中的惨败，宣告英国无可避免地失去了速战速决击败美国的可能。在同年12月24日签订的《根特条约》中，美国最终获得了较为宽松的条件。随后英国便将注意力集中于东山再起的拿破仑及滑铁卢战役。一番哀悼与纪念后，罗斯也迅速淡出了公众视野。
罗斯在美国的形象更加复杂，他对美国的影响也相对深远。火烧华盛顿一度将美国的经济和政府推到了崩溃的边缘。在随后的六周内，饱受战争之苦的新英格兰各州猛烈抨击麦迪逊总统的政策，并在哈特福會議上讨论退出联邦的提案。所幸次年安德鲁·杰克逊将军取得新奥尔良战役大捷，这场危机才得以化解。不难想象，罗斯在当时的美国一度声名狼藉。他被贴上了各种“纵火犯”的标签。《国家倡言报》则毫不掩饰地称他为“野蛮人”。有美国私掠船船长甚至扬言要横渡大西洋前往爱尔兰，火烧罗斯的故乡罗斯特雷沃以示报复，唯因战争结束而未成行。在战后一段时间里，他仍然被宣传为“嗜血的恶魔”、“吃人的怪兽”。但美国人，尤其是与罗斯交过手的美国军人，同样记住了他勇敢而富有绅士风度的一面（和乐于羞辱美国人的科伯恩形成了鲜明对比），愈久弥新。前巴尔的摩市长托马斯·海斯在拜访过哈利法克斯的罗斯墓后表示：“毫无疑问，罗斯将军是一位英勇可敬的战士”。更有参与过北角之役的美军士兵专程前往罗斯特雷沃向其家族致敬。但和英国一样，经过美国内战，罗斯的形象也日渐模糊。
罗斯给美国人留下了两件延续至今的遗产。在撤出华盛顿途中，他带走了一位医生威廉·贝恩斯（William Beanes）。贝恩斯医生的挚友，马里兰州律师弗朗西斯·凯听说后取得了麦迪逊总统的许可，与负责战俘交换事宜的美国政府官员约翰·斯金纳一同乘船前往罗斯座舰雷霆号，商谈释放贝恩斯等人的事宜。在看到了因伤滞留华盛顿的士兵的证词，确认美国人优待英军伤员后，罗斯当即批准释放贝恩斯医生，但要求所有美国人暂时留在英舰上，以免泄露英军实力。巴尔的摩战役期间，与英舰同行的凯看见星条旗始终在要塞上空高高飘扬，难掩心中喜悦，当即起草诗稿《保卫麦克亨利堡》。该诗后改名《星条旗》并经谱曲，广为传唱，最终于1931年由美国国会正式确立为国歌。他还影响了美国总统就职典礼的形式。在1812年战争前，美国总统的就职典礼在国会大厦室内举行。而到了1817年詹姆斯·门罗就任美国总统时，由于国会内部尚未修复完毕，他被迫在室外宣誓就任。这一选择延续了下来，从此露天举行便成为传统。

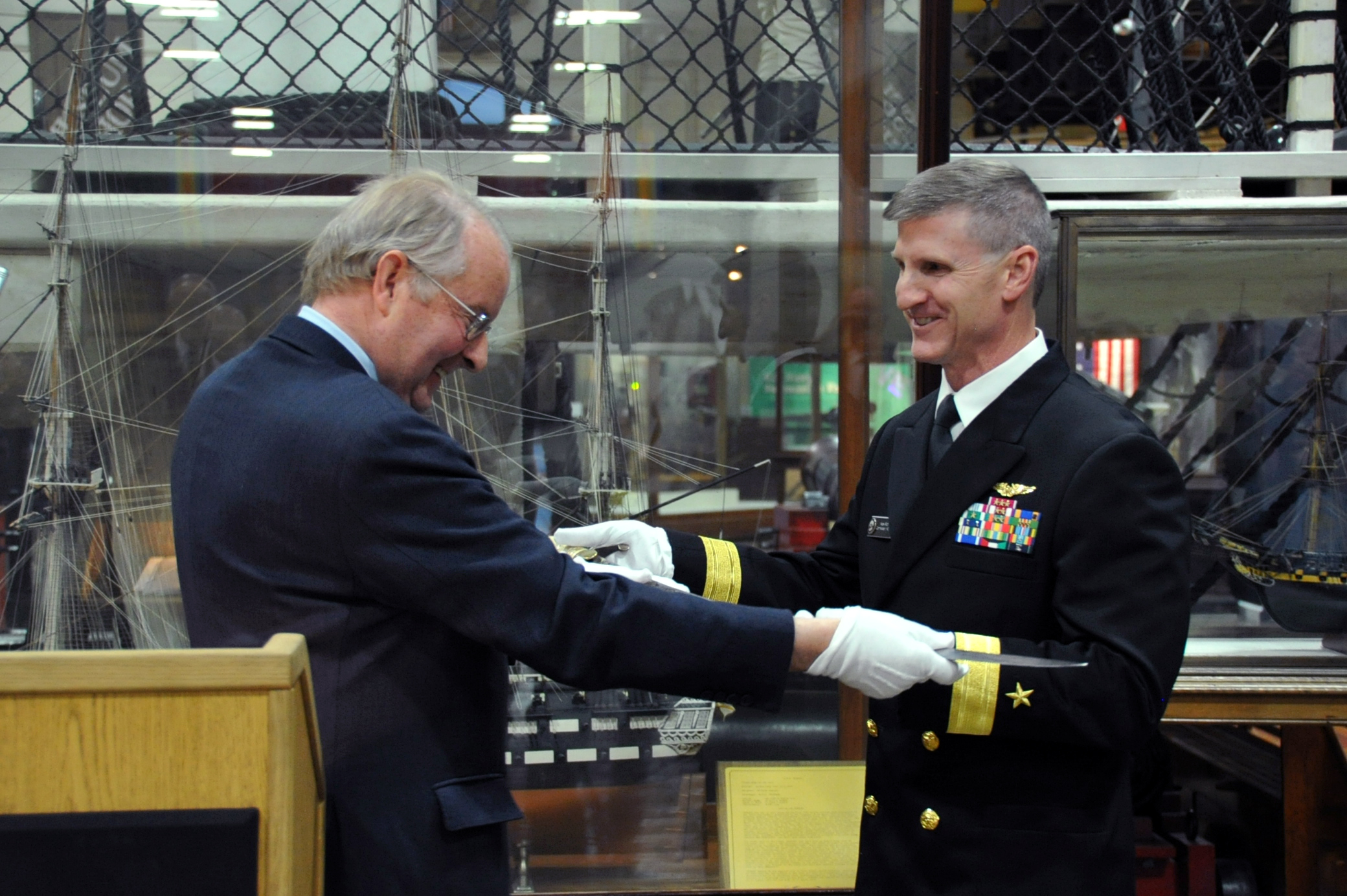
2014年10月20日，罗斯后人弗朗西斯·汉密尔顿将一把佩剑交至美国海军华盛顿军区司令马克·里奇少将手中。这把佩剑是罗斯在布莱登斯堡战役时自约书亚·巴尼准将处缴获的。

到了19世纪下半叶，罗斯在大洋两岸都已无人问津。许多美国人已经忘记了1812年战争及其造成的影响。2018年5月25日，美国总统特朗普和加拿大总理賈斯汀·杜魯多通电话，讨论美国对加钢铝增收关税问题。当被问及为何对加关税涉及“国家安全”时，特朗普反问：“难道不是你们加拿大人烧了白宫吗？”英国对此也兴趣缺缺。随着时间推移，罗斯特雷沃的天主教人口占了主导地位。北爱尔兰冲突期间，这里成了爱尔兰共和军高度活跃的地区。纪念一位为英國陸軍效力的爱尔兰新教徒变得不合时宜。甚至在故乡，罗斯也逐渐被人遗忘。宏伟的罗斯纪念碑变得杂草丛生、遍布涂鸦（但也因此避免了如纳尔逊纪念柱般被爱尔兰共和军炸毁的厄运）。直到1998年北爱局势随着《贝尔法斯特协议》逐渐缓解后，这一窘境才有所改观。经共和派主导的紐里-莫恩區批准，罗斯纪念碑被整修一新，并于2008年再次对外开放。2013年10月，来自美国、加拿大和欧洲的学者云集罗斯特雷沃举行学术研讨会，吸引了上百名各地游客前来，共同重新认识这位“华盛顿的征服者”。

## 家庭
罗斯於1802年12月9日娶伊丽莎白·凯瑟琳·格拉斯科克（Elizabeth Catherine Glascock）為妻，两人十分恩爱。当他在奥尔泰兹战役负伤后，其妻只身一人从西班牙毕尔巴鄂出发，翻越白雪皑皑的比利牛斯山来到法国圣让德吕兹前来照顾。启程远征美国前，他曾向妻子保证这将是他打的最后一仗。罗斯夫妇都十分热衷音乐。在准备点火焚烧白宫时，他特意从里面抢救出一台钢琴，以便麦迪逊夫人能再次演奏。两人膝下有两个儿子和一个女儿长大成人。该家族的最后一位男性后裔是其孙约翰·福斯特·乔治·布莱登斯堡的罗斯爵士（Sir John Foster George Ross-of-Bladensburg，1848-1926），服役于著名的英国冷溪卫队，著有《冷溪卫队史》系列丛书。前英国皇家海军陆战队总司令罗宾·罗斯中将为罗斯长兄托马斯·罗斯的后裔，在20世纪末曾造访美国首都华盛顿，并受到了美国海军陆战队的热烈欢迎。

### 引用
1. ↑  Eshelman & Sheads (2013)，第163頁.
2. ↑  Lucy (2015)，第3頁.
3. 1 2  Burke (1899)，第396頁.
4. 1 2 3  Lloyd (1897)，第274頁.
5. ↑  McCavitt & George (2016)，第7-10頁.
6. ↑  McCavitt & George (2016)，第11-14頁.
7. ↑  McCavitt & George (2016)，第15-18頁.
8. ↑  Fortescue (2014)，Chapter XI.
9. ↑  Smyth (2016)，第213頁.
10. ↑  Schneid (2002)，第54頁.
11. ↑  Smyth (2016)，第214頁.
12. ↑  McCavitt & George (2016)，第31頁.
13. 1 2 3 4 5  Lloyd (1897)，第275頁.
14. ↑  Smyth (2016)，第240頁.
15. ↑  Weller (1999)，第278頁.
16. ↑  Smyth (2016)，第251頁.
17. ↑  Oman (1922)，第613-614頁.
18. ↑  McCavitt & George (2016)，第33頁.
19. ↑  Oman (1922)，第617-621頁.
20. ↑  Smyth (2016)，第346頁.
21. ↑  McCavitt & George (2016)，第38-39頁.
22. ↑  McCavitt & George (2016)，第40-42頁.
23. ↑  McCavitt & George (2016)，第62, 66頁.
24. ↑  Vogel (2013)，第50頁.
25. ↑  McCavitt & George (2016)，第54, 74-84頁.
26. ↑  Vogel (2013)，第106頁.
27. ↑  Vogel (2013)，第24頁.
28. ↑  Vogel (2013)，第118-125頁.
29. ↑  Vogel (2013)，第69, 78-90頁.
30. ↑  McCavitt & George (2016)，第120頁.
31. ↑  McCavitt & George (2016)，第121頁.
32. ↑  Vogel (2013)，第141-142頁.
33. ↑  Vogel (2013)，第143頁.
34. ↑  McCavitt & George (2016)，第130頁.
35. ↑  Vogel (2013)，第136頁.
36. ↑  McCavitt & George (2016)，第129頁.
37. ↑  Chapter (2012)，第18頁.
38. ↑  McCavitt & George (2016)，第135, 151頁.
39. ↑  McCavitt & George (2016)，第120, 136頁.
40. ↑  Vogel (2013)，第161頁.
41. ↑  Vogel (2013)，第100頁.
42. ↑  Vogel (2013)，第145, 158頁.
43. ↑  Eshelman & Sheads (2013)，第151-152頁.
44. ↑  American Heroes (2009)，第644頁.
45. ↑  McCavitt & George (2016)，第141, 162頁.
46. ↑  George (1993)，第309頁.
47. ↑  Vogel (2013)，第195-196頁.
48. ↑  McCavitt & George (2016)，第143頁.
49. ↑  Pitch (1998).
50. ↑  McCavitt & George (2016)，第148頁.
51. ↑  Vogel (2013)，第159頁.
52. ↑  McCavitt & George (2016)，第146頁.
53. ↑  Eshelman & Sheads (2013)，第148頁.
54. ↑  Vogel (2013)，第173頁.
55. ↑  McCavitt & George (2016)，第150-151頁.
56. ↑  Moore (1979)，第319頁.
57. 1 2  Vogel (2013)，第176頁.
58. ↑  McCavitt & George (2016)，第155頁.
59. ↑  Vogel (2013)，第178頁.
60. 1 2  McCavitt & George (2016)，第156頁.
61. ↑  Vogel (2013)，第181, 184-185頁.
62. 1 2  Eshelman & Sheads (2013)，第145-146頁.
63. ↑  Vogel (2013)，第191頁.
64. ↑  Burzynski (2013)，Chapter 1.
65. ↑  McCavitt & George (2016)，第141, 159頁.
66. ↑  Vogel (2013)，第204-205, 237-238頁.
67. ↑  Tucker (2012)，第189頁.
68. ↑  Vogel (2013)，第212-213頁.
69. ↑  Vogel (2013)，第282-283頁.
70. ↑  Vogel (2013)，第288頁.
71. ↑  McCavitt & George (2016)，第182頁.
72. ↑  Vogel (2013)，第279-280頁.
73. ↑  Vogel (2013)，第294-295頁.
74. ↑  Vogel (2013)，第295-296頁.
75. ↑  McCavitt & George (2016)，第184-187頁.
76. ↑  Eshelman & Sheads (2013)，第87頁.
77. ↑  McCavitt & George (2016)，第185頁.
78. ↑  George (1993)，第313頁.
79. ↑  Eshelman & Sheads (2013)，第91-92頁.
80. ↑  McCavitt & George (2016)，第187頁.
81. 1 2 3  McCavitt & George (2016)，第191頁.
82. ↑  Vogel (2013)，第322頁.
83. ↑  Tucker (2012)，第81頁.
84. ↑  McCavitt & George (2016)，第192頁.
85. 1 2  Lucy (2015)，第16頁.
86. ↑  McCavitt & George (2016)，第197頁.
87. ↑  McCavitt & George (2016)，第208-209頁.
88. ↑  McCavitt & George (2016)，第211-212頁.
89. 1 2  The Washington Post (2013).
90. ↑  McCavitt & George (2016)，第213頁.
91. 1 2  McCavitt & George (2016)，第212頁.
92. ↑  McCavitt & George (2016)，第201頁.
93. ↑  McCavitt & George (2016)，第202頁.
94. ↑  McCavitt & George (2016)，第204-205頁.
95. 1 2  McCavitt & George (2016)，第217頁.
96. ↑  McCavitt & George (2016)，第206頁.
97. ↑  McCavitt & George (2016)，第218頁.
98. ↑  McCavitt & George (2016)，第150頁.
99. ↑  McCavitt & George (2016)，第208, 217頁.
100. ↑  Vogel (2013)，第221-226頁.
101. ↑  Vogel (2013)，第253, 271-273頁.
102. ↑  Tucker (2012)，第263-264頁.
103. ↑  McCavitt & George (2016)，第215-217頁.
104. ↑  BBC News (2018).
105. ↑  Lloyd (1897)，第277頁.
106. ↑  George (1993)，第314頁.
107. ↑  McCavitt & George (2016)，第220頁.

### 书籍
- 2. Pasadena, Calif.: Salem Press. 2009: 644. ISBN 978-1587654572.
- Burke, Bernard. Burke, Ashworth Peter , 编. . Harrison & sons. 1899: 396.
- Burzynski, Don. . Open Road Media. 2013. ISBN 9781480401235.
- Chapter, Rainier. . Lulu.com. 2012: 18. ISBN 9781105732317.
- Eshelman, Ralph E.; Sheads, Scott S. . Charleston, SC: The History Press. 2013. ISBN 978-1626190719.
- Fortescue, John William. . San Francisco: Lucknow Books. 2014. ISBN 9781782891321.
- George, Christopher T. . Maryland Historical Magazine. 1993, (Fall 1993): 300-316.
- McCavitt, John; George, Christopher T. . Campaigns and Commanders, Volume 53. University of Oklahoma Press. 2016. ISBN 9780806151649.
- Moore, Virginia. . McGraw-Hill. 1979: 319. ISBN 9780070429031.
- Oman, Charles. . Volume VI: September 1, 1812 to August 5, 1813: Siege of Burgos, Retreat of Burgos, Vittoria, the Pyrenees. Oxford: Clarendon Press. 1922. OCLC 867940675.
- Schneid, Frederick C. . Greenwood Publishing Group. 2002: 54. ISBN 9780275968755.
- Smyth, Benjamin. . Sackville Press. 2016 [1903]. ISBN 9781333522988.
- Tucker, Spencer C.  1. Santa Barbara, Calif: ABC-CLIO. 2012. ISBN 9781851099566.
- Vogel, Steve. . New York: Random House Publishing Group. 2013. ISBN 9780679603474.
- Weller, Jac. . London: Greenhill Books. 1999. ISBN 9781853673818.

### 在线资源
- Lucy, Gordon. Kernaghan, Andrew , 编.  (PDF). Newry, Mourne and Down Council. 2015  [2018-06-06]. （原始内容 (PDF)存档于2021-03-18）.
- Lloyd, Ernest Marsh.  . 维基文库. Dictionary of National Biography, 1885-1900. Smith, Elder & Co.. 1897, 49: pp. 274-277.
- Pitch, Anthony S. . The White House Historial Association. 1998  [2018-07-16]. （原始内容存档于2021-04-16）.
- . BBC News. 2018-06-07  [2018-07-24]. （原始内容存档于2021-04-16）.
- Vogel, Steve. . The Washington Post. 2013  [2018-07-24]. （原始内容存档于2021-04-16）.

## 拓展阅读
- Muller, Charles Geoffrey. . University of Pennsylvania Press. 2003. ISBN 9780812218435.
- Morriss, Roger. . Univ. of Exeter Press. 1997. ISBN 9780859895262.